# Бурлаки (Кемеровская область)
Бурлаки́ — село в Прокопьевском районе Кемеровской области. Административный центр Бурлаковского сельского поселения.

## География
Центральная часть населённого пункта расположена на высоте 267 м над уровнем моря.

## Население
| 2010 |
| ---- |
| 955  |

### Половой состав
По данным Всероссийской переписи населения 2010 года, в селе Бурлаки проживало 955 человек (438 мужчин, 517 женщин).

## Улицы
| - ул. Береговая, - ул. Весенняя, - ул. Заречная, - ул. Кирова, | - ул. Луговая, - ул. Механизаторов, - ул. Мира, - ул. Новая, | - ул. Образцовая, - ул. Орловская, - ул. Пушкинская, - ул. Советская, | - ул. Тамбовская, - ул. Центральная, - ул. Чапаевская, - ул. Школьная. |